# Как поссорился Иван Иванович с Иваном Никифоровичем (фильм, 1941)
«Как поссорился Иван Иванович с Иваном Никифоровичем» — советский комедийный художественный фильм, снятый в СССР в 1941 году. Экранизация повести Гоголя.

## Сюжет
Иван Иванович зашёл к своему другу Ивану Никифоровичу, желая попросить понравившееся ружьё. В пылу спора Иван Никифорович назвал Ивана Ивановича гусаком.

## В ролях
- Владимир Попов — Иван Иванович Перерепенко
- Сергей Блинников — Иван Никифорович Довгочхун
- Владимир Владиславский — Демьян Демьяныч, судья
- Осип Абдулов — Пётр Петрович, городничий
- Фёдор Курихин — Антон Прокофьич Голопуз
- Фаина Раневская — Горпина
- Иван Лагутин — Тарас Тихонович, секретарь суда
- Кларина Фролова-Воронцова — Агафья Федосеевна
- Надежда Березовская — Гапка
- Иван Любезнов — писарь
- Михаил Поволоцкий — Макар Назарьевич
- Иона Бий-Бродский — подсудок
- Мария Барабанова — Оришка
- Алексей Консовский — Гоголь
- Константин Немоляев — дирижёр оркестра
- Татьяна Говоркова — эпизод (нет в титрах)